# Теона Солунски
Преподобни Теона Солунски (грч. Θεωνας) је православни свештеник и светитељ.

## Биографија
Теона је рођен на Лезбосу. Као млад се замонашио у светогорском манастиру Пантократор. Затим је отишао у манастир Светог Јована Крститеља у Нафпактосу, где је касније постао игуман. Теона је 1539. године био солунски митрополит. Канонизован је за светитеља. Подигао је манастир Свете Анастасије Исповеднице на Халкидикију. Одликовао се светошћу живота и чинио је многа чудеса за живота и након  смрти.
Теонин потпис је 1561. године ставио цариградски патријарх Јоасаф II на повељу којом се даје титула цара великом кнезу московском Ивану IV.
Теона је учествовао на Цариградском сабору, којим је председавао архиепископ охридски Пајсије, који је свргнуо цариградског патријарха Јоасафа II 1565. године. Теона је потписао саборски акт из јануара 1565. године као скромни солунски митрополит.